# Katxkarinski
Katxkarinski (en rus: Качкаринский) és un poble (un possiólok) de l'óblast d'Astracan, a Rússia, segons el cens del 2010 tenia 177 habitants.